# Teorema di Gelfand-Mazur
In matematica, in particolare nell'area dell'analisi funzionale, il teorema di Gelfand-Mazur, così chiamato in onore di Israel Gelfand e Stanisław Mazur, è un teorema che stabilisce che ogni algebra di Banach complessa con unità che è anche un'algebra di divisione è isometricamente isomorfa all'algebra dei numeri complessi {\displaystyle \mathbb {C} }.
In altre parole, la sola algebra di Banach complessa che è anche un'algebra di divisione è {\displaystyle \mathbb {C} }, l'algebra dei complessi. Ciò segue dal fatto che, se {\displaystyle A} è un'algebra di Banach complessa tale che ogni suo elemento non-nullo sia invertibile, allora lo spettro di ogni elemento {\displaystyle a} di {\displaystyle A}, che, come noto dalla teoria spettrale applicata alle algebre di Banach, è non-vuoto, contiene almeno un numero complesso {\displaystyle \lambda } tale che {\displaystyle a-\lambda \mathbf {1} } non è invertibile. Ma l'unico tale elemento in {\displaystyle A} è 0, e quindi {\displaystyle a-\lambda \mathbf {1} =0}, ossia {\displaystyle a=\lambda \mathbf {1} }. Ciò fornisce l'isomorfismo tra {\displaystyle A} e {\displaystyle \mathbb {C} } cercato.
Un risultato più forte e difficile fu provato per primo soltanto da Stanislaw Mazur, ma fu pubblicato in Francia senza una dimostrazione, per il rifiuto da parte dell'autore della richiesta dell'editore di sintetizzare la già breve dimostrazione originale. Il teorema di Mazur asserisce che ci sono (a meno di isomorfismo) esattamente tre algebre di Banach reali che sono anche algebre di divisione: il campo dei reali {\displaystyle \mathbb {R} }, dei complessi {\displaystyle \mathbb {C} }, e quella non commutativa dei quaternioni {\displaystyle H}. Gelfand ha dimostrato, indipendentemente, la versione più semplice e speciale del caso complesso alcuni anni dopo Mazur. Tuttavia è stato il lavoro di Gelfand ad influenzare gli sviluppi futuri nell'area.